# Noailhac (Tarn)
Noailhac é uma comuna francesa na região administrativa de Occitânia, no departamento de Tarn. Estende-se por uma área de 20,77 km². Em 2010 a comuna tinha 871 habitantes (densidade: 41,9 hab./km²).